# Pavel Filonov

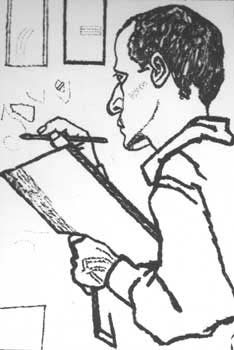
Autorretrato de Pavel Filonov

Pavel Nikolaevitch Filonov (em russo: Па́вел Никола́евич Фило́нов) (27 de dezembro de 1882 (jul.) - 3 de dezembro de 1941) foi um pintor russo de vanguarda, teórico da arte e poeta. 

## Biografia
Filonov nasceu em Moscovo no seio de uma família operária que em 1897 se transladou a Petrogrado, onde Filonov recebeu aulas de arte. Em 1908 conseguiu ingressar como estudante na Academia Imperial das Artes de Petrogrado, de onde foi expulso em 1910. Após a sua saída da academia, integrou o grupo União dos Jovens (Союз Молодежи), nucleado pelo mecenas Levki Jeverjeev e entre cujos membros destacados estavam Elena Guro, Olga Rozanova, Varvara Bubnova, Mikhail Matiushin, David Burliuk, Vladimir Burliuk, Iuri Annenkov, Kazimir Malevitch, Vladimir Tatlin ou Ivan Kliun. 

Em 1912, escreveu o artigo intitulado O cânone e a lei, no qual formulou os princípios do realismo analítico ou "anti-cubismo": de acordo com Filonov, os artistas cubistas representavam os objetos segundo a sua geometria de superfície, enquanto os realistas analíticos deviam representar a geometria interior dos objetos. Esses princípios mantiveram-se em toda a obra posterior de Filonov, que entre 1913 e 1914, esteve muito próxima da de Vladimir Maiakovski, Velimir Khlebnikov e outros artistas futuristas. Nesta época, trabalhou como ilustrador de livrinhos futuristas e publicou o seu poema transracional a Canção da Florescência Universal (Propoved’ o porosli mirovoi). 

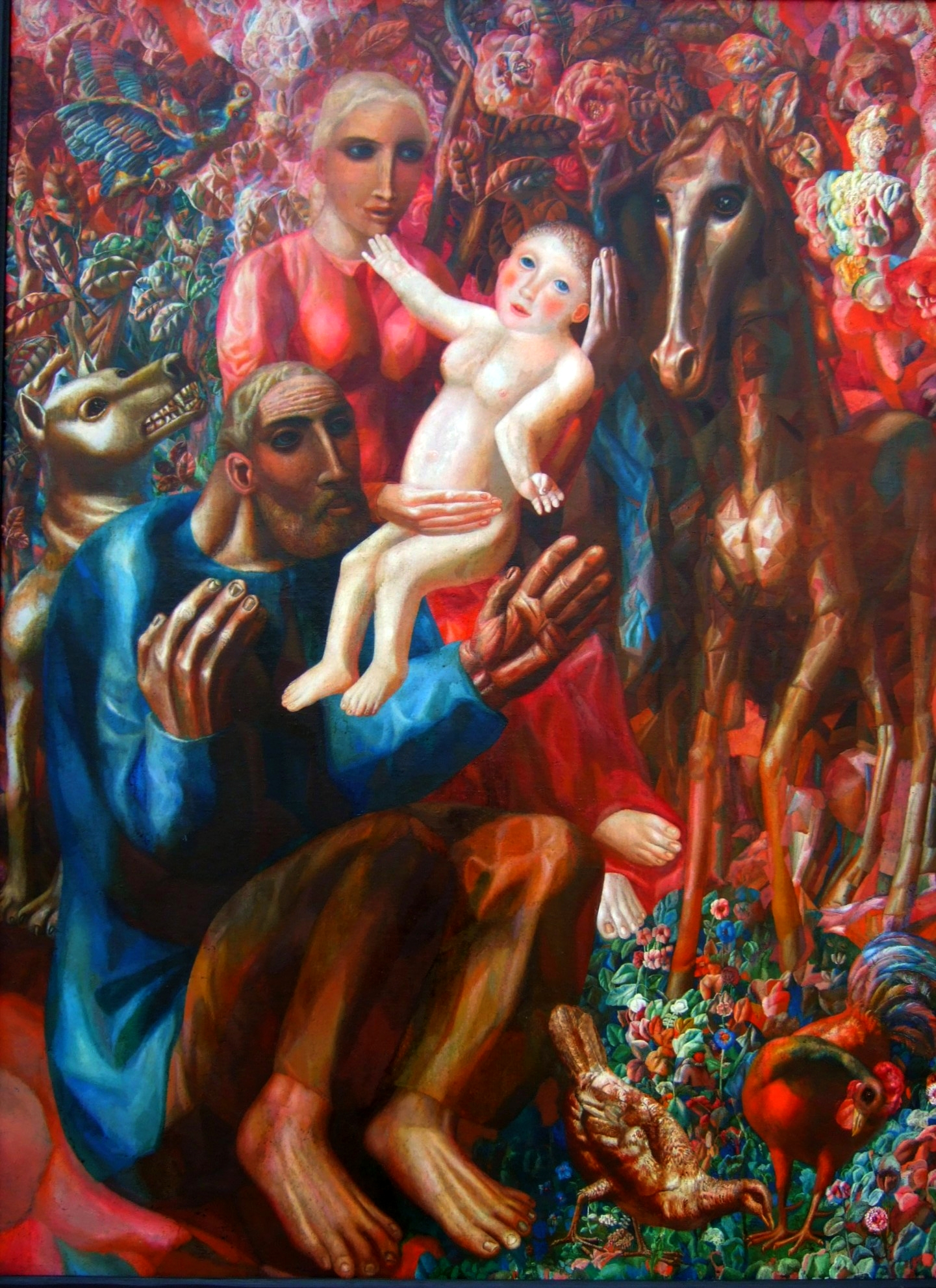
A sagrada família, 1914

Em 1917, Filonov participou de forma ativa na Revolução de Outubro, dirigindo até o Comité de Guerra Revolucionária da região de Dunai, mas, toda vez que o poder bolchevique se estabeleceu, regressou à pintura. Em 1919, expõe na Primeira Mostra Livre de Artistas de Todas as Tendências que se celebra no Museu Hermitage. Porém, a sua obra - como a de outros artistas de vanguarda - foi apoiada pelo Narkompros, dirigido por Anatoli Lunatcharski, o que fez com que Filonov ingressasse primeiramente como professor da Academia de Artes de Petrogrado e como membro do Instituto de Cultura Artística, sob direção de Kazimir Malevitch, onde organizou mais de setenta artistas que seguiam os princípios do realismo analítico. Ainda mais, o seu trabalho conseguiu influenciar outras correntes, como o suprematismo e o expressionismo. 

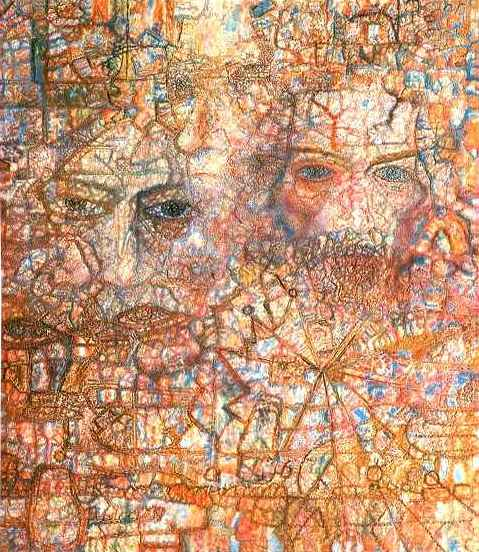
Filonov: Rostos",1940, óleo sobre papel

Em 1929, com o estabelecimento de uma linha estética oficial que perseguia as vanguardas sob as consignas de Andrei Jdanov, o stalinismo proibiu uma exposição retrospetiva de Filonov no Museu Estatal da Rússia. Na altura de 1932, embora a fome, continuou a recusar a imposição do realismo socialista e a venda das suas obras a coleções particulares, visando criar nalgum momento um museu do realismo analítico. Morreu de inanição em 3 de dezembro de 1941, durante o cerco nazista de Leningrado. 

## Legado
A maior parte do trabalho de Filonov foi conservado pela sua irmã, Evdokia Nikolaevna Glebova, que armazenou as obras no arquivo do Museu Estatal da Rússia. Durante a vida de Stalin, a exibição das obras foi interdita e a sua primeira exposição após a morte do autor celebrou-se em Novosibirsk em 1967, toda vez que o culto à personalidade e os crimes do stalinismo já tinham sido condenados oficialmente e se começou a reverter a censura do regime. Em 1988, a obra de Filonov foi autorizada a ser exibida no Musseu Estatal da Rússia; e entre 1989 e 1990 celebrou-se em Paris a primeira exposição internacional do seu trabalho. 

## Obras

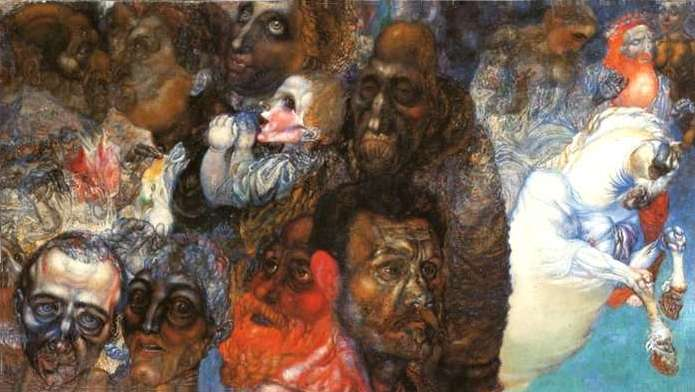
Cabeças (1910).  Filonov considerou esta obra o seu primeiro trabalho real.
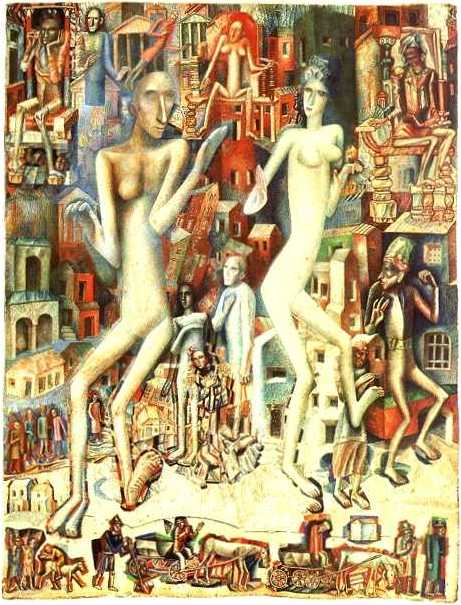
Um homem e uma mulher (Adão e Eva) (1912–1913).
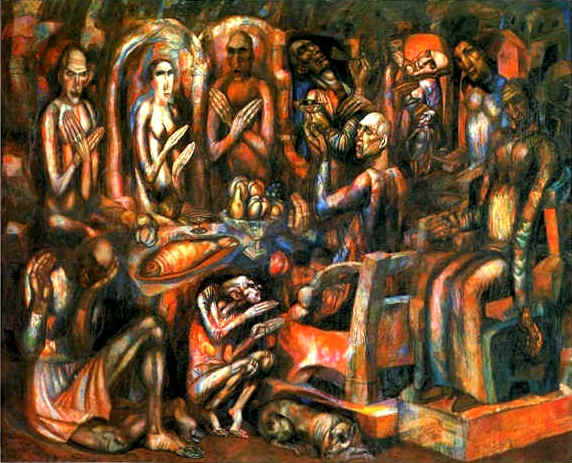
O banquete dos reis (1913).
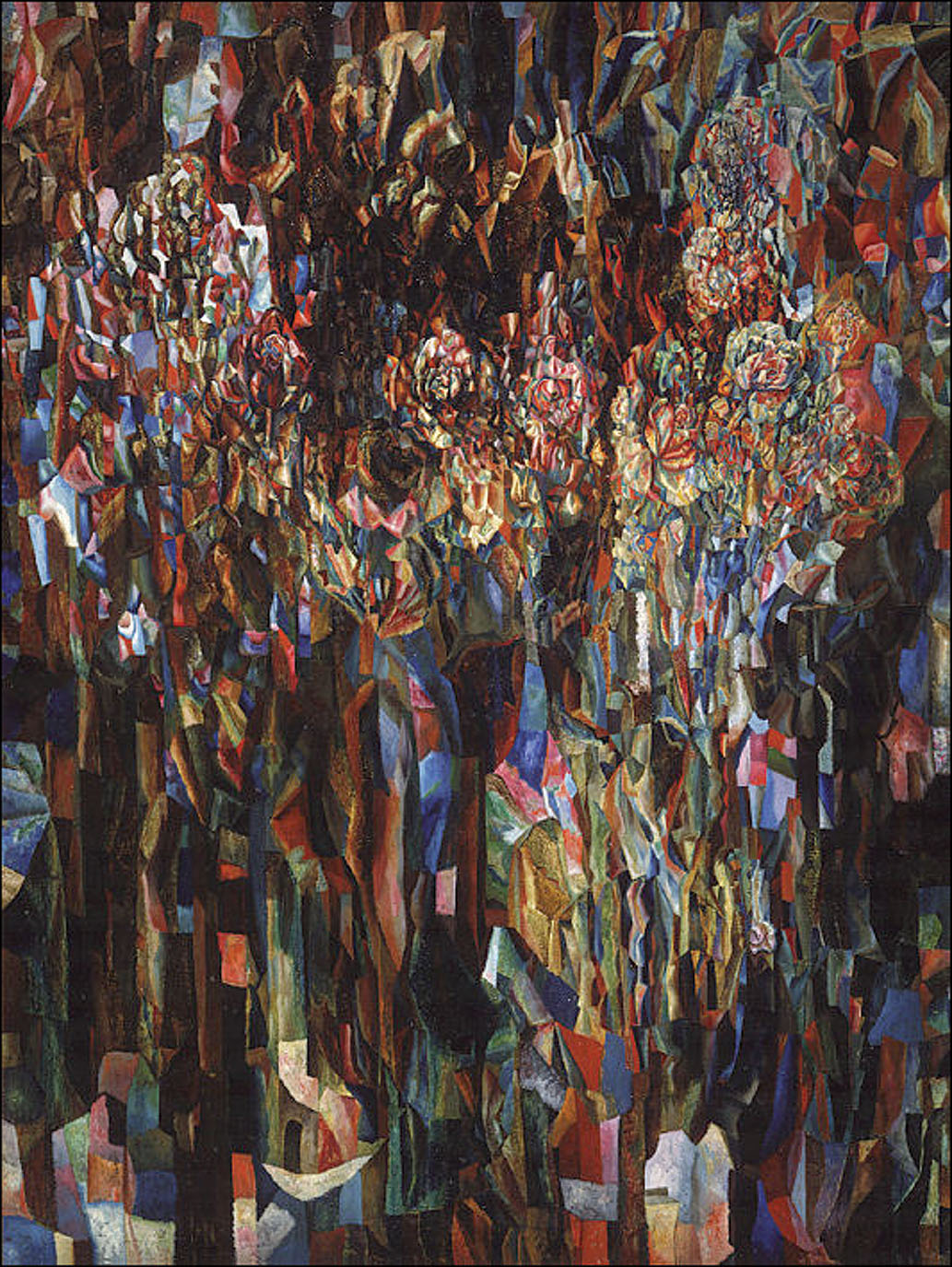
Florescimento universal (1915).
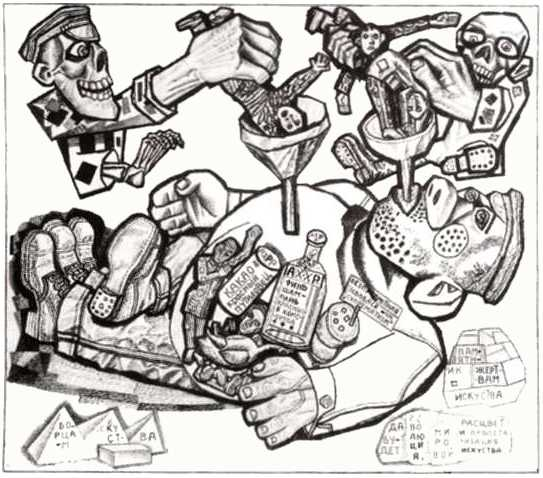
A fórmula da pedagogia contemporânea da IZO (1923).
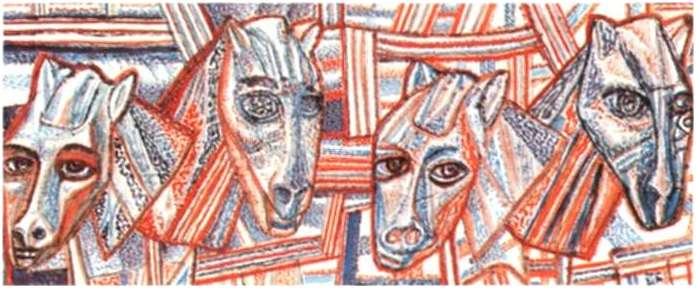
Cavalos (1924–1925).
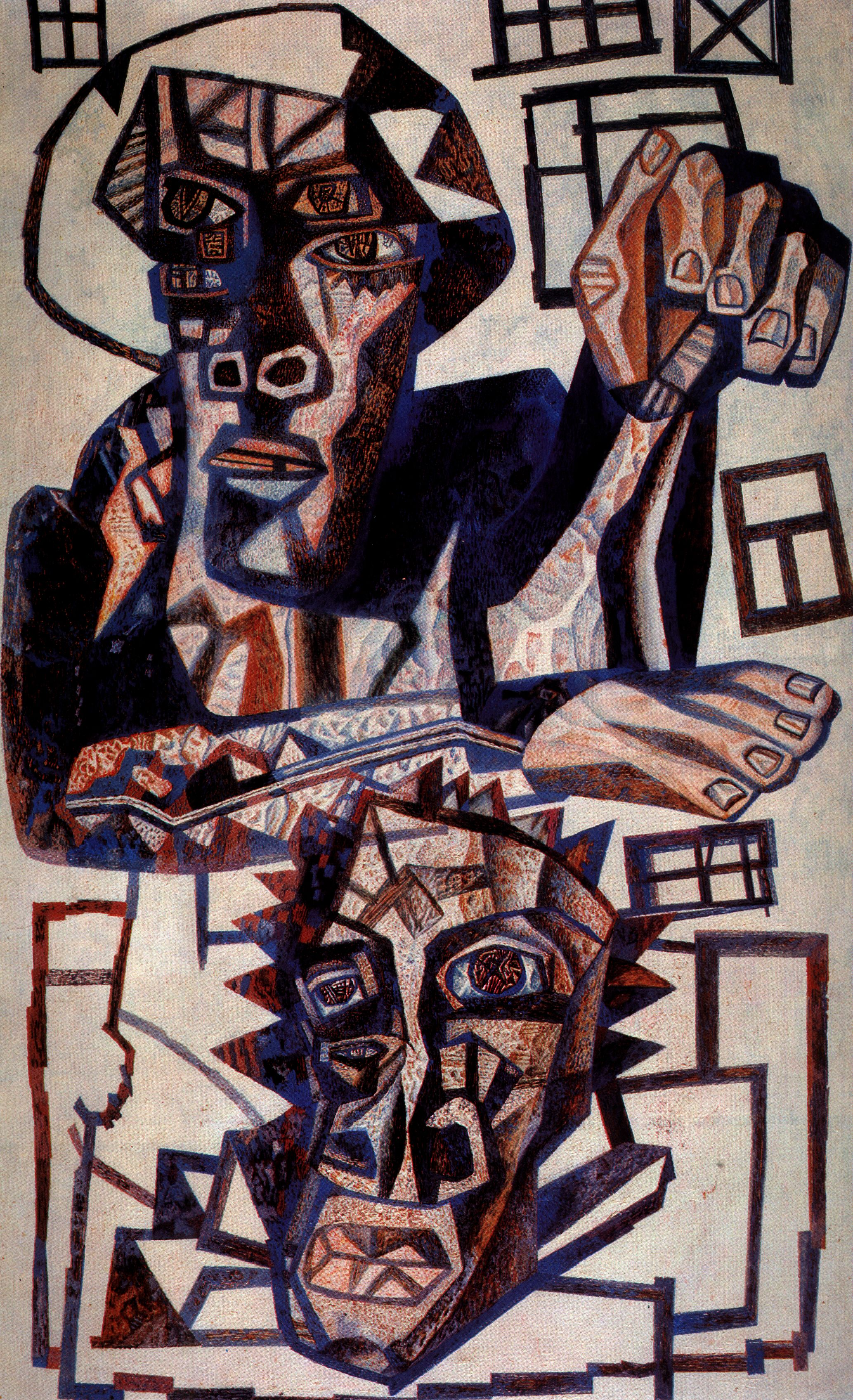
Duas cabeças. Canalhas (1925).
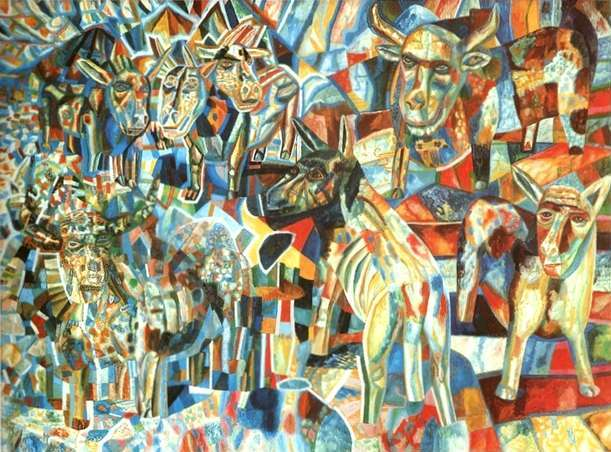
Animais (1930).